# Bogdan Poniży
Bogdan Poniży (ur. 19 lutego 1944 w Bukówcu Górnym, zm. 29 listopada 2020 w Poznaniu) – polski duchowny rzymskokatolicki, profesor, egzegeta i teolog biblijny, ze szczególnym uwzględnieniem pism sapiencjalnych Starego Testamentu (zwłaszcza Księga Mądrości), wykładowca Wydziału Teologicznego Uniwersytetu im. Adama Mickiewicza.

## Życiorys

### Studia
W latach 1961–1967 odbył studia filozoficzno-teologiczne w Arcybiskupim Seminarium Duchownym w Poznaniu, pracę magisterską obronił na Papieskim Uniwersytecie Świętego Tomasza z Akwinu w Rzymie (1971), broniąc pracy L'ordinazione dei non cristiani alla Chiesa nella teologia postconciliare polacca. Został nostryfikowany (LNB) w 1974 roku na podstawie pracy The True Idea of God in Wisdom 13,1-9 (pod kierownictwem o. prof. Eduarda des Places). Doktorat uzyskał na Akademii Teologii Katolickiej w 1978 roku po przeprowadzeniu rozprawy doktorskiej Drogi poznania Boga według Księgi Mądrości (pod kierownictwem ks. prof. dr hab. Stanisława Grzybka). Habilitację zdobył na Akademii Teologii Katolickiej w 1988 roku na podstawie pracy Reinterpretacja wyjścia Izraelitów z Egiptu w ujęciu Księgi Mądrości.
W 1995 uzyskał tytuł naukowy profesora w Rzymie, a w 1999 w Warszawie. Od 2009 roku był profesorem zwyczajnym.

### Działalność naukowa
W latach 1975–1998 był wykładowcą na Papieskim Wydziale Teologicznym w Poznaniu, po utworzeniu Wydziału Teologicznego w ramach struktur UAM rozpoczął na nim wykłady i seminaria z teologii biblijnej.
Od 1999 do 2008 roku pełnił funkcję kierownika Zakładu Nauk Biblijnych Wydziału Teologicznego UAM, a od 2009 roku był kierownikiem Zakładu Teologii Biblijnej.
Promotor i recenzent wielu prac doktorskich i magisterskich (6 doktoratów, ponad 270 prac magisterskich), przewodów habilitacyjnych oraz profesorskich.
Był członkiem International Organization for the Study of the Old Testament, Poznańskiego Towarzystwa Przyjaciół Nauk oraz Towarzystwa im. Romana Brandstaettera.
Był także członkiem zwyczajnym Stowarzyszenia Biblistów Polskich. W latach 2003–2008 był członkiem jego zarządu I kadencji.
Zmarł 29 listopada 2020 w Poznaniu.

## Publikacje
Był autorem ponad 200 publikacji.

### Pozycje książkowe
- Reinterpretacja wyjścia Izraelitów z Egiptu w ujęciu Księgi Mądrości, Poznań, Księgarnia Świętego Wojciecha, 1991. ISBN 83-7015-220-1 oraz 1988 – ISBN 83-7015-120-5
- Korzenie przesłania biblijnego Nowego Testamentu, Gniezno 1997. ISBN 83-85654-67-4
- Księga Mądrości. Od egzegezy do teologii, Biblioteka Pomocy Naukowych, Poznań 2000. ISBN 83-86360-43-7
- Motyw Wyjścia w Biblii. Od historii do teologii, Poznań 2001. ISBN 83-86360-71-2
- Księga mądrości o Bogu Redakcja Wydawnictw, 2008. ISBN 978-83-60598-18-4
- Księga Mądrości. Nowy Komentarz Biblijny, Edycja św. Pawła 2012. ISBN 978-83-7797-050-8

### Artykuły
- „Terminologia określająca sumienie w 'Sophia Salomonos'” [w:] Minister Verbi, Gniezno 2003, s. 243–280.
- „Sapiencjalne przejście od 'przymierza' do 'przyjaźni z Bogiem'” [w:] Verbum Vitae 4 (2003), s. 98–118.
- „Wykład pochwalny charakterystyki Mądrości (Mdr 7,22b-8,1)” [w:] Tarnowskie Studia Teologiczne Tom XXIII, Tarnów 2004, s. 25–42.
- „Ku osobowej mądrości w literaturze Starego Testamentu” [w:] Poznańskie Studia Teologiczne, Tom XX, 2006.
- „Księga Mądrości jako świadectwo spotkania świata semickiego i greckiego” [w:] Poznańskie Studia Teologiczne, Tom 21, 2007.
- „Księga Mądrości jako świadectwo spotkania świata semickiego i greckiego” [w:] Poznańskie Studia Teologiczne, Tom XXI.
- „Wąż wzniesiony przez Mojżesza na pustyni (Lb 21, 4–9) i jego mądrościowa reinterpretacja (Mdr 16, 5–14)” [w:] Przemawiaj do nich moimi słowami, Warszawa 2007, s. 508–519.